# ポルフィリオ・ロボ・ソサ
ポルフィリオ・ロボ・ソサ（西: Porfirio Lobo Sosa、1947年12月22日 - ）は、ホンジュラスの政治家。元ホンジュラス国会議長。2009年11月30日の大統領選挙で当選し、2010年から2014年まで第190代大統領を務めた。

## 経歴
コロン県トルヒーリョに生まれ、オランチョ県フティカルパ近郊で育つ。父は1957年にホンジュラス国会副議長を務め、オランチョ県では知られた政治家であった。フティカルパのカトリック学校を出た後、テグシガルパのサンフランシスコ学院と、その後アメリカ合衆国のマイアミ大学に進学。経営学部を卒業後、ホンジュラスに帰国し家業のアグリビジネスを手伝いながらフティカルパの学校で政治経済学と英語を11年間教え、ロシア・モスクワのパトリス・ルムンバ名称民族友好大学から博士号を授与された。テコンドーでは黒帯を保持している。
19歳でオランチョ県にて政治家のキャリアを開始した。31年間オランチョ国民党の青年部、フティカルパ現地委員会、オランチョ県委員会に所属する。
1990年に国会議員に選出され、ホンジュラス国民党に入党。1994年まで林業開発公社を担当。2002年から2006年まで党首、及びホンジュラス国会議長を務めた。愛称は「ペペ・ロボ」で、2005年の大統領選挙ではマヌエル・セラヤの前に46%の得票、次点で敗北した。2009年の大統領選挙で当選し、2010年1月27日にロボ政権が発足した。